# Christoffer Sahlin
Christoffer Sahlin, född 20 december 1822 i Fröskog, Älvsborgs län, död 7 februari 1913 på Kristinedal, var brukspatron och riksdagsman.
Sahlin var ägare till Kristinedals bruk i Fröskog. I riksdagen var han ledamot av första kammaren.